# Protapanteles neptisis
Protapanteles neptisis är en stekelart som först beskrevs av Watanabe 1934.  Protapanteles neptisis ingår i släktet Protapanteles och familjen bracksteklar. Inga underarter finns listade i Catalogue of Life.